# Etatrecht
Etatrecht oder Budgetrecht nennt man das Recht gewählter Mandatsträger einer Gebietskörperschaft, über den Haushaltsplan dieser Gebietskörperschaft zu entscheiden. Das Etatrecht wird auch „Königsrecht des Parlaments“ genannt. Es ist Teil des Haushaltsrechts.

## Verankerung
Das Etatrecht des Bundestages ist im Grundgesetz geschützt; das der Landtage in den jeweiligen Landesverfassungen, das der Kommunen in den Kommunalverfassungen der Länder. In der Praxis aber hat ein Parlament nur beschränkten Einfluss auf Umfang und Gestaltung des jeweiligen Haushalts, weil es zu vielen Ausgaben durch die Verfassung, durch Gesetze oder andere Regelungen (zum Beispiel zwischenstaatliche Verträge) verpflichtet ist. Da das Parlament auch gesetzgebende Funktion („Legislative“) hat, kann es „eigene“ Gesetze ändern (ein Land kann aber z. B. eine Änderung des Bundesrechts nur gemeinsam mit anderen Ländern über den Bundesrat initiieren). Zudem macht der Haushaltsentwurf deutlich, welche finanziellen Folgen vermutlich Beschlüsse haben werden; Sicherheit hierüber verschaffen allerdings erst die Jahresabschlüsse, die die tatsächlichen Einnahmen und Ausgaben bilanzieren.

## Kontrolle und Einfluss
Das Etatrecht ist die stärkste Kontrollmöglichkeit des Parlaments gegenüber der Regierung. Diese muss im Haushalt bis ins Einzelne offenlegen, welche Ausgaben vorgesehen sind. Der Haushalt wird deshalb auch 'in Zahlen gegossenes Regierungsprogramm' genannt. Änderungswünsche einzelner Abgeordneter oder einer Fraktion zum Haushalt werden zunächst im jeweiligen Fachausschuss und – wenn dieser dafür ist – dann im Finanzausschuss beraten. Wenn auch dieser dafür ist, wird der Änderungswunsch im Plenum abgestimmt. Kein Haushaltsplan wird in der von der Regierung ursprünglich vorgelegten Fassung verabschiedet. Dies liegt auch daran, dass Lobbyisten die Interessen ihrer Institutionen in die Ausschussberatungen einbringen. 
Auf verabschiedete Haushalte kann das Parlament grundsätzlich keinen Einfluss mehr nehmen. Ändern sich die Verhältnisse und werden Ausgaben notwendig, die im Haushalt nicht oder nicht in der erforderlichen Höhe vorgesehen sind, dann kann der Finanzminister diese unter bestimmten Voraussetzungen und innerhalb bestimmter (vom Parlament festgelegter) finanzieller Grenzen selbst bewilligen; andernfalls muss der Finanzminister dem Parlament einen Nachtragshaushalt vorlegen. Insbesondere bei Baumaßnahmen werden jedoch höhere Ausgaben als ursprünglich vorgesehen von Abgeordneten in aller Regel in Kauf genommen, da dies meistens das kleinere Übel im Vergleich zur Hinterlassung einer „Bauruine“ darstellt.